# 中新海豹属
中新海豹属（学名：Miophoca）是海豹科下的一个属。

## 下属物种
本属包括以下物种：
- 古老中新海豹 Miophoca vetusta Zapfe, 1937